# Национална търговско-банкова гимназия
Националната търговско-банкова гимназия е средно училище в София.

## История
През 1913 г. е създадена Търговската гимназия в София.
Гимназията се мести в сградата на ул. „Розова долина“ 1 (където днес се намира Националната финансово-стопанска гимназия), като през 1942/43 г. се разделя на мъжка и девическа гимназия.
През 1964 г. Девическата гимназия се преименува на Търговски техникум, а през 1977 г. – Техникум по търговия. През същата година техникумът се мести в сградата на бул. „Витоша“ 91, където се помещава и до днес.
През 1995 г. техникумът става Търговско-банкова гимназия. През този период училището започва сътрудничество с български и чуждестранни организации, сред които японската фондация JICA. От учебната 1997/98 г. стартира проектът „Интегративно практическо обучение“. Учениците, включени в него, преминават през практическо обучение в тренировъчни формирования – банки, фирми. През първата година проектът стартира с 3 банки, обхващайки единствено специалността „Банково, застрахователно и осигурително дело“.
През следващите години обхватът се разраства, като към 2007 г. съществуват над 50 учебни формирования: банки, фирми, борси, митнически бюра и др.
През 2001/02 г. за първи път учебни формирования от гимназията се включват в международния панаир на световната организация на учебните фирми EUROPEN.
През 2008 г. гимназията чества своята 95-а годишнина в НДК. През същата година е преименувана на Национална търговско-банкова гимназия.
През учебната 2007/2008 година ръководството въвежда задължителни училищни униформи, включващи пуловер, риза и панталон/пола. Разходите за закупуването им се поема от учениците и родителите им.
Училището се издържа от държавни субсидии.

## Специалности
- 1. Банково дело с интензивно изучаване на английски език
- 2. Банково дело с интензивно изучаване на немски език
- 3. Банково дело с интензивно изучаване на френски език
- 4. Счетоводна отчетност с интензивно изучаване на немски език
- 5. Икономическа информатика с интензивно изучаване на английски език
- 6. Търговия – двуезиков проект за интензивно изучаване на френски език, съвместно с Министерството на образованието на Република Франция
- 7. Търговия с интензивно изучаване на английски език
- 8. Електронна търговия с изучаване на английски език